# Кандыагаш
Кандыага́ш (каз. Қандыағаш) — город в Казахстане, административный центр Мугалжарского района Актюбинской области, находится в 95 км к югу от центра области города Актобе.
Узел железнодорожных линий Самара — Ташкент и Атырау — Орск.

## История
Официально город был основан в 1905 году во время строительства Ташкентской железной дороги как станция Кандагач. 
30 ноября 1940 года Кандагач получил статус рабочего посёлка.
В начале 60-х годов XX века на станции Кандагач проживало около 5-6 тысяч человек, были две средние школы и одна больница.
В 1967 году Кандагач в связи с 50-летием Октябрьской революции получил статус города и был переименован в Октябрьск.
С тех пор город прошёл несколько этапов роста. За время динамичного развития крупных предприятий в городе были построены многоквартирные дома и внутренние дороги. Количество многоэтажных зданий, построенных в 70-80-х годах в городе в связи со строительством Шилонайского месторождения, быстро росло в ходе разработки нефтяного месторождения. В 1976 году в связи с открытием фосфоритовой руды в Кандыагаше был открыт Шилсайский фосфорный завод. В 1977 году для строительства города под Кандыагашем был объявлен Всесоюзный молодёжный комитет. На основании этого была создана Молодёжная бригада «Фосфорит-78», и молодые люди со всего Союза внесли свой вклад в строительство микрорайонов «Жастық», «Достық» и «Самал».
17 июня 1997 года Октябрьск указом президента Казахстана был переименован в Кандыагаш.
В 2006 году в городе появился микрорайон «Болашақ». С 2018 года началось строительство частных домов в новом микрорайоне «Жаңақоныс». Дальнейшее развитие города ожидается с началом разработки Шилинджайского фосфорного завода и газоконденсатного месторождения Жанажол.

## Население
| Численность населения | Численность населения | Численность населения | Численность населения | Численность населения | Численность населения | Численность населения | Численность населения |
| 1959                  | 1970                  | 1979                  | 1989                  | 1991                  | 1999                  | 2004                  | 2005                  |
| --------------------- | --------------------- | --------------------- | --------------------- | --------------------- | --------------------- | --------------------- | --------------------- |
| 8384                  | ↗9475                 | ↗11 047               | ↗26 691               | ↗27 800               | ↘25 553               | ↗26 236               | ↗27 026               |
| 2006                  | 2007                  | 2008                  | 2009                  | 2010                  | 2011                  | 2012                  | 2013                  |
| ↗27 684               | ↗28 300               | ↗28 749               | ↗29 169               | ↗29 700               | ↗29 921               | ↗30 266               | ↗30 955               |
| 2014                  | 2015                  | 2016                  | 2017                  | 2018                  | 2019                  | 2020                  | 2021                  |
| ↗31 887               | ↗32 860               | ↗33 725               | ↗34 243               | ↗34 913               | ↗35 630               | ↗39 706               | ↗41 276               |
| 2022                  | 2023                  | 2024                  |                       |                       |                       |                       |                       |
| ↗45 000               | ↗47 448               | ↗48 677               |                       |                       |                       |                       |                       |

## Галерея

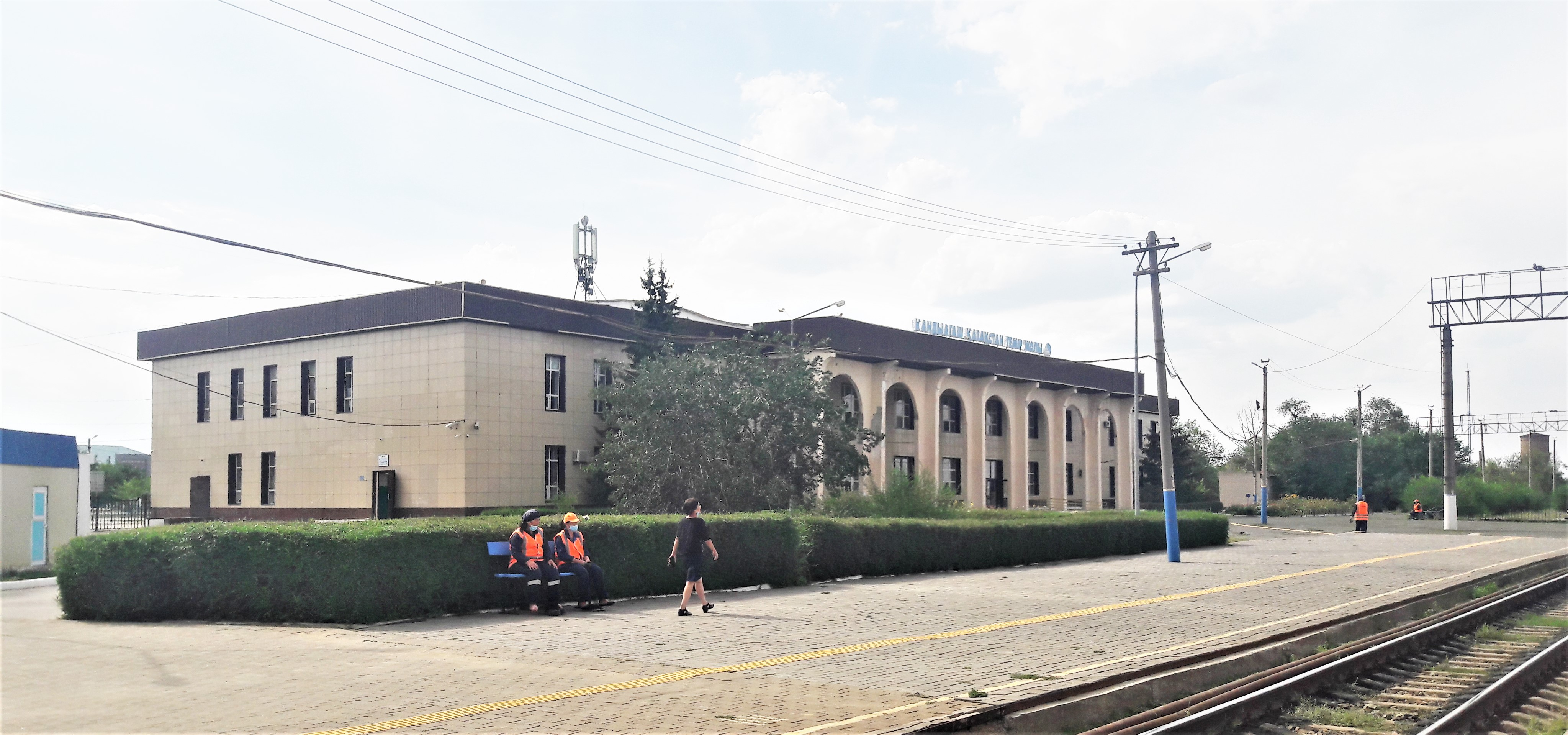
Железнодорожный вокзал
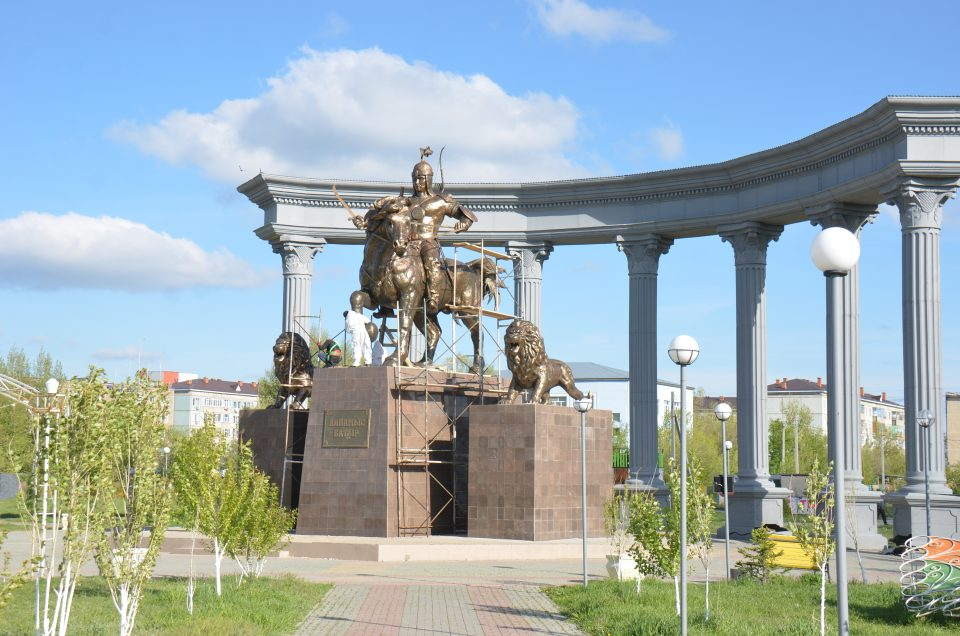